# غافلگیری یک شوالیه
غافلگیری یک شوالیه (انگلیسی: The Surprise of a Knight) یک فیلم آمریکایی پورنوگرافی هاردکور گی است که به احتمال زیاد در سال ۱۹۲۹ منتشر شد، علت اهمیت این فیلم آن است که احتمالاً نخستین فیلم پورنوگرافی شناخته شده آمریکایی است که رابطه جنسی منحصراً همجنس‌گرا (میان دو مرد) را به تصویر می‌کشد.